# Loïs Lane

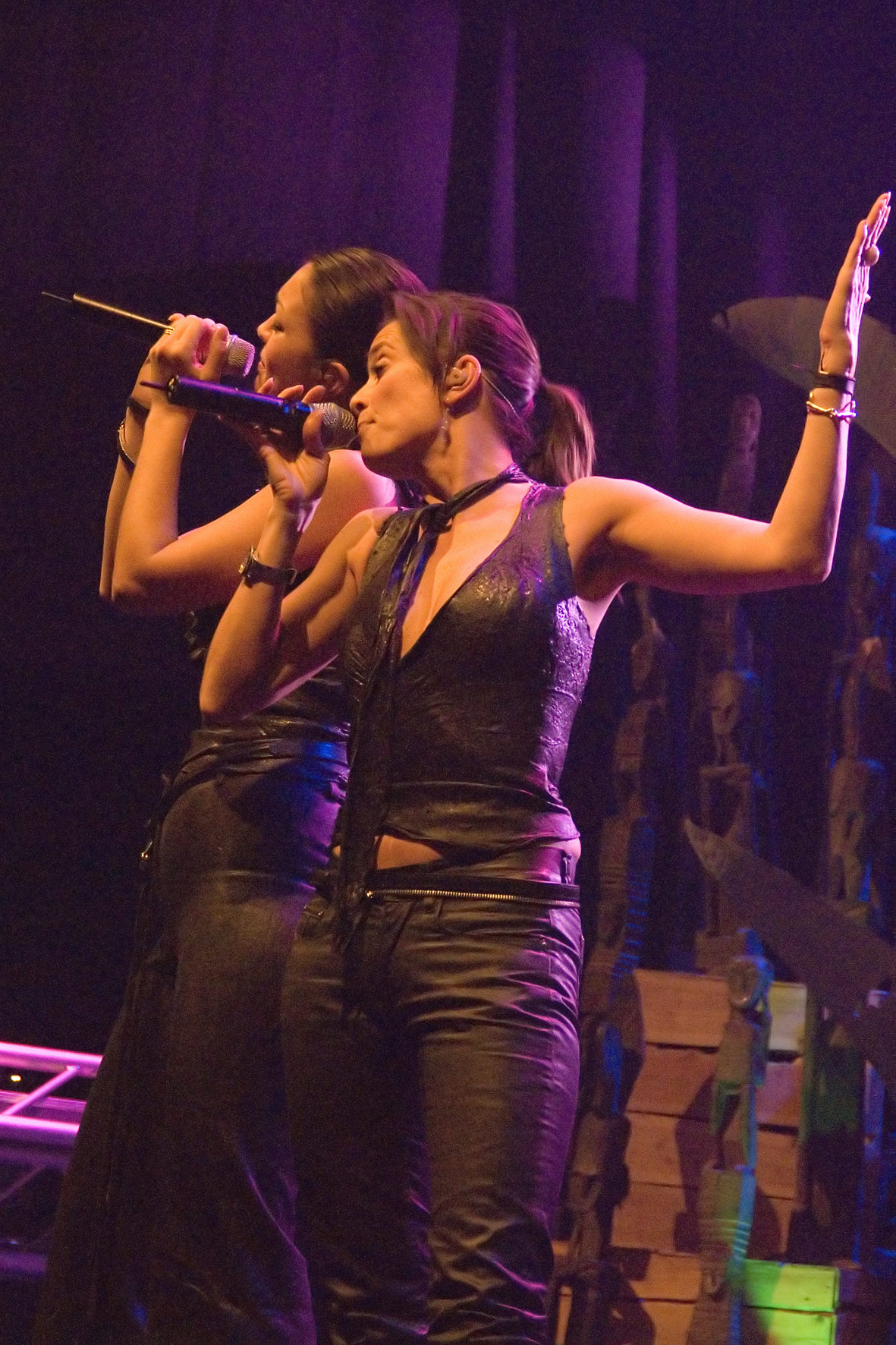
Loïs Lane

Loïs Lane ist eine niederländische Band der Schwestern Suzanne (* 25. Januar 1963) und Monique Klemann (* 18. Juli 1965). Die Gruppe, die sich nach der Comicfigur Lois Lane benannte, tritt in den USA aufgrund rechtlicher Probleme unter dem Namen Lois L auf.

## Geschichte
Die Gruppe wurde 1984 von Monique gegründet. Die ursprüngliche Sängerin Angela verließ die Gruppe 1985 und wurde durch Suzanne ersetzt. 1987 wurde die Gruppe Finalistin im Großen Preis der Niederlande und bekam einen Plattenvertrag angeboten. 1988 sangen sie das Titellied Amsterdamned für den gleichnamigen Film. 1989 wurden sie mit der Zilveren Harp (de: Silberne Harfe) ausgezeichnet, die in den Niederlanden an vielversprechende Newcomer verliehen wird.
Der Durchbruch gelang mit dem Debütalbum Loïs Lane. Durch diesen Erfolg wurde Prince auf die Gruppe aufmerksam. 1992 nahmen sie zusammen die CD Qualified und die Single Sex auf und erlangten so auch in den USA Bekanntheit. 1997 schrieben Loïs Lane für die Fernsehserie Combat das Titellied.
2002 gelang mit der Single When I'm With You ein weiterer kleiner Hit. Seit 2004 ist Monique auch allein aktiv und tritt regelmäßig im „Panama“ in Amsterdam auf.

## Diskografie

### Alben
| Jahr | Titel              | Höchstplatzierung, Gesamtwochen, AuszeichnungChartsChartplatzierungen (Jahr, Titel, Platzierungen, Wochen, Auszeichnungen, Anmerkungen) | Anmerkungen |
| Jahr | Titel              | NL | Anmerkungen |
| ---- | ------------------ | --- | ----------- |
| 1989 | Loïs Lane          | NL1 Platin · (35 Wo.)NL |             |
| 1990 | Fortune Fairytales | NL4 Gold · (29 Wo.)NL |             |
| 1992 | Precious           | NL19 (13 Wo.)NL |             |
| 1993 | Live at the Arena  | NL58 (4 Wo.)NL |             |
| 1995 | Fireflight         | NL13 (16 Wo.)NL |             |
| 1996 | Covers             | NL85 (4 Wo.)NL |             |
| 1996 | Hit Singles 86/96  | NL58 (17 Wo.)NL |             |
| 2003 | As One             | NL30 (1 Wo.)NL |             |

Weitere Alben
- Hear Me Out (2000)

### Singles
| Jahr | Titel Album                   | Höchstplatzierung, Gesamtwochen, AuszeichnungChartsChartplatzierungen (Jahr, Titel, Album, Platzierungen, Wochen, Auszeichnungen, Anmerkungen) | Anmerkungen |
| Jahr | Titel Album                   | NL | Anmerkungen |
| ---- | ----------------------------- | --- | ----------- |
| 1988 | Amsterdamned Loïs Lane        | NL33 (3 Wo.)NL |             |
| 1989 | My Best Friend Loïs Lane      | NL32 (5 Wo.)NL |             |
| 1989 | It’s The First Time Loïs Lane | NL7 (13 Wo.)NL |             |
| 1990 | Fortune Fairytales            | NL6 (8 Wo.)NL |             |
| 1990 | I Wanna Be Fortune Fairytales | NL15 (6 Wo.)NL |             |
| 1992 | Qualified Precious            | NL8 (8 Wo.)NL |             |
| 1995 | Tonight Fireflight            | NL9 (8 Wo.)NL |             |
| 2002 | When I’m With You             | NL39 (2 Wo.)NL |             |